# بلوار دریا
بلوار دریا بلواری است در شمال غرب تهران که از بزرگراه چمران شروع شده و به خیابان شهید محمدمهدی فرحزادی منتهی می‌گردد. این بلوار محله‌های سعادت آباد و شهرک غرب را از یکدیگر تفکیک می‌کند. پل مدیریت در ابتدای این بلوار قرار دارد. این بلوار تقاطع‌هایی با بلوار فرهنگ، خیابان علامه طباطبایی جنوبی، خیابان سی و پنج متری سعادت آباد، خیابان شهید صراف‌ها، بلوار شهرداری (میدان کوثر)، بلوار شهید پاکنژاد و خیابان شهید محمدمهدی فرحزادی دارد. دانشگاه امام جعفر صادق در جنوب این بلوار (مقابل خیابان علامه طباطبایی جنوبی) قرار دارد.